# 이생강

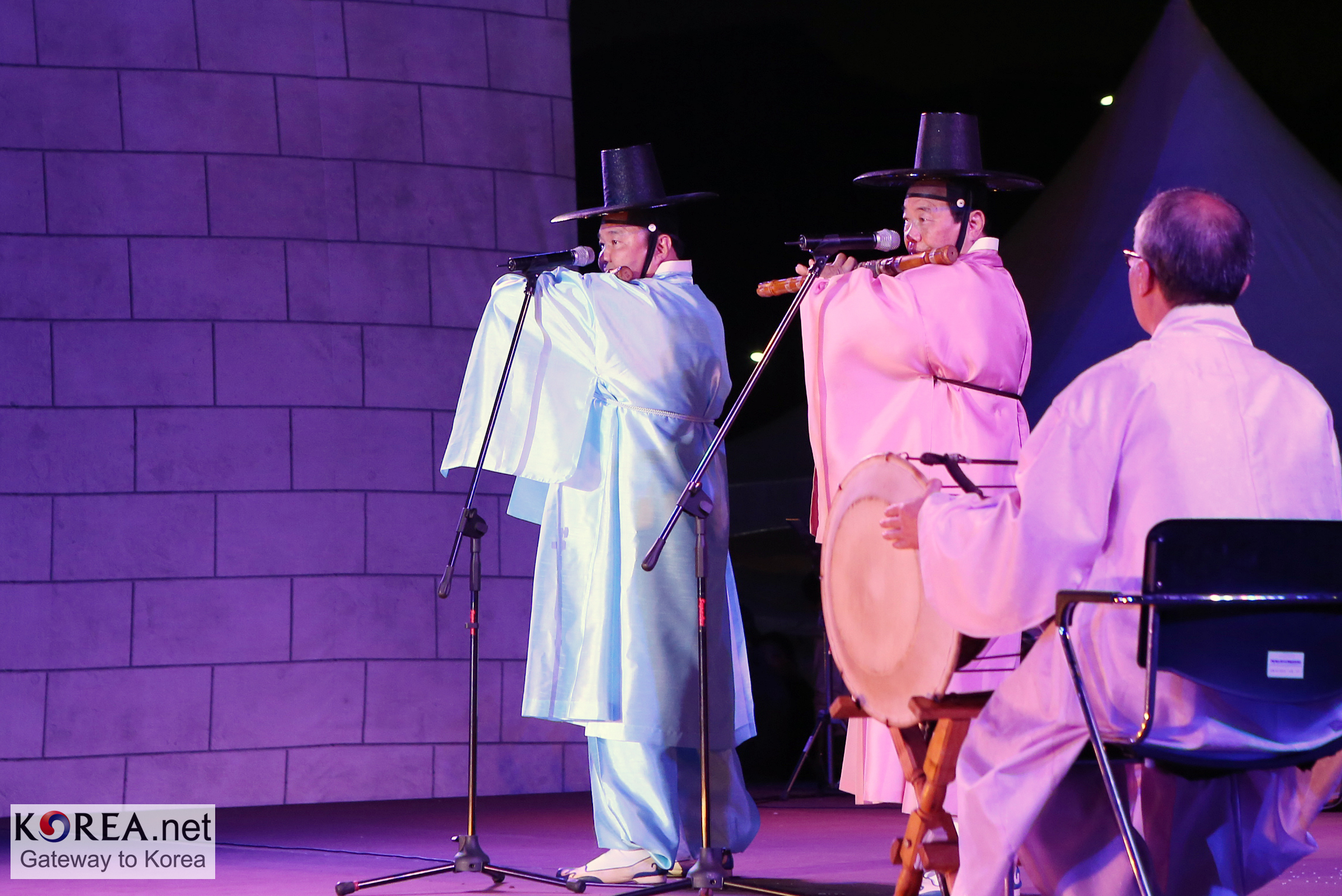
이생강 (중간에 음악가)

이생강(李生剛, 1937년 3월 16일 ~ )은 한국의 국악 음악가이다.

## 생애
일본 도쿄의 아사쿠사에서 태어났다. 본명은 이규식(李圭植)이다. 부친은 경남 울주군 웅촌면 대대리 출생으로 13세 때 일본에 건너가 그곳에서 교포 딸인 김위선(金渭先)을 만나 이생강을 낳았다. 해방후 부친과 함께 귀국해 부산 보수동에 정착했다. 1942년부터 이수덕, 지영희, 김문일, 전용선, 오진석, 방태진, 이충선, 한일섭, 임동선, 한주환, 강백천 등 여러 명인에게 단소, 소금, 퉁소, 대금, 피리, 태평소, 쌍피리 등의 여러 관악기들을 사사했다. 1947년부터 한주환에게 대금산조를 사사했다. 1959년 경기 무악의 달인 지영희(池瑛熙, 피리 명인, 작고)으로부터 피리를 배웠다. 1960년 5월 처음으로 유럽 순회 공연을 했다. 한국국악협회 부이사장을 지냈다.

## 학력
- 북부산고등학교 졸업

## 직책
- 국가무형문화재 제45호 대금산조 예능보유자
- 한국국악협회 부이사장
- 죽향대금산조원형보존회 이사장
- (前)국악예술학교 교사
- (前)서울국악예술고등학교 강사
- (前)국립전통예술중고등학교 강사
- (前)한국종합예술학교 강사
- (前)중앙대학교 강사
- (前)용인대학교 대학원 강사
- (前)부산예술중학교 강사
- (前)전라남도 무형문화재 제13호 나주삼현육각 전승자(피리, 대금)

외 다수

## 수상
- 1958 진주 개천 예술제 국악부 특상 수상
- 1970 TBC 명인 대상 수상
- 1973 국민훈장 목련장 서훈
- 1978 제4회 전주대사습놀이 기악부 장원 문공부 장관상 수상
- 1983 문화예술진흥원 원장상 수상
- 1984 신라문화예술제 취악부 장원 대통령상 수상
- 1984 KBS 국악대상 수상
- 1987 KBS 국악대상 수상
- 1990 한국국악협회 공로상 수상
- 1994 서울시 자랑스런 시민상 수상
- 1997 대한민국 국민상 수상
- 2001 한국예술실연자단체연합회 국악대상
- 2002 제19회 한국국악대상 수상
- 2004 한국예술총연합회 대상
- 2004 한국예술실연자단체연합회 대상
- 2005 조선일보 방일영 국악대상 수상
- 2011 한민족 대상
- 2016 세계명품브랜드대상

외 다수

## 작품
- 《태양은 온누리에》외 1500건 내외
- 국악 교본 다수 출간
- 자서전 《일흔 살의 피리 부는 소년》

- 1960년～현재까지 국내외 공연 약 6,000여회 이상 출연
- 1970년～현재까지 레코드 약 400여종 이상 발표
- 1955년～현재까지 강연 약 2,500여회 이상

외 다수